# 신린코엔역 (사이타마현)
신린코엔역(일본어: 森林公園駅)은 일본 사이타마현 히키군 나메가와정에 있는 철도역이다.

## 타는 곳
| 1   | ■ 도조 본선 | 주로 이 역을 종점으로 운행되는 열차가 사용함. 가와고에·시키·와코 시·이케부쿠로 방면 ○ 지하철 유라쿠초 선 나가타초·신키바 방면 ○ 지하철 후쿠토신 선 신주쿠 3초메·시부야 방면 |
| 2   | ■ 도조 본선 | 무사시란잔·오가와마치 방면 |
| 3·4 | ■ 도조 본선 | 가와고에·시키·와코 시·이케부쿠로 방면 ○ 지하철 유라쿠초 선 나가타초·신키바 방면 ○ 지하철 후쿠토신 선 신주쿠 3초메·시부야 방면                                               |

## 역세권 정보
- 국도 제254호선

## 역사
- 1971년 3월 1일: 영업을 개시함.

## 사진

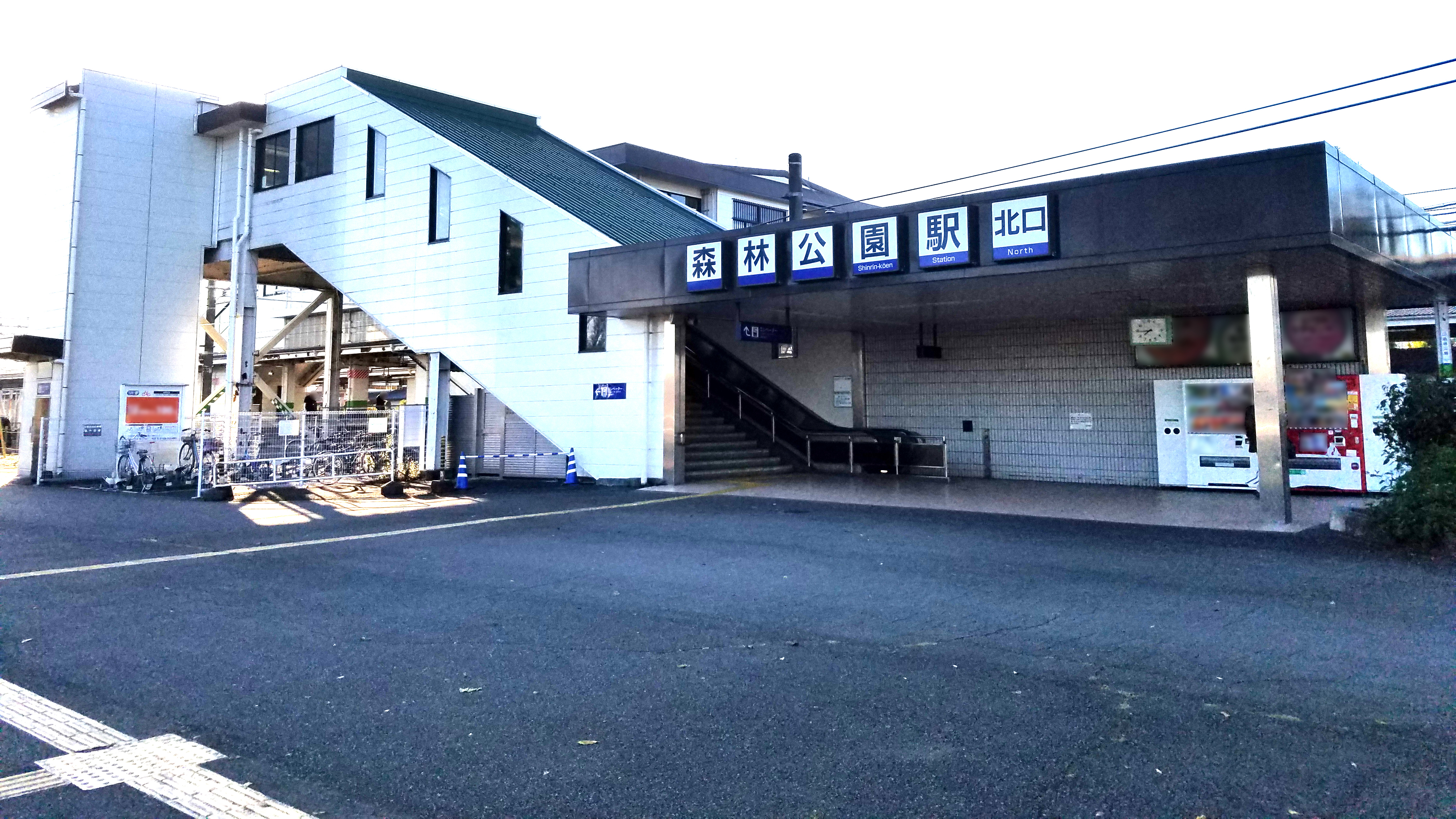
북쪽 출입구(2020년 11월 14일)
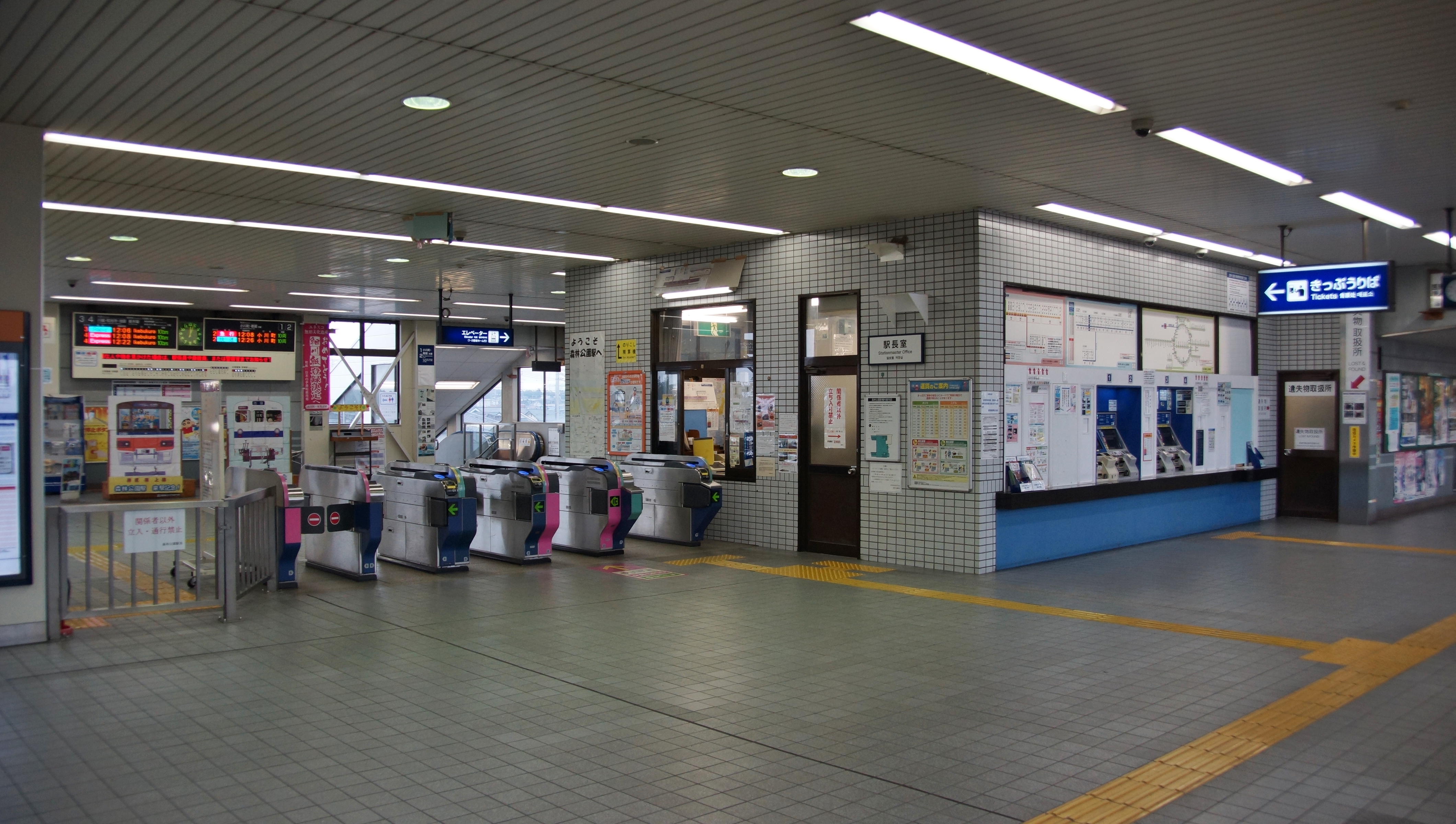
개찰 모습(2015년 11월 18일)

## 같이 보기
- 신린코엔역 (홋카이도)

| 도부 철도 ■ 도조 본선          | 도부 철도 ■ 도조 본선                                  | 도부 철도 ■ 도조 본선    |
| ------------------------------ | ------------------------------------------------------ | ------------------------ |
| 히가시마쓰야마 이케부쿠로 방면 | ■ TJ 라이너 ■쾌속 급행 ■ 급행 ■통근 급행 ■ 준급 ■ 보통 | 쓰키노와 오가와마치 방면 |